# Letícia Hage
Pour les articles homonymes, voir Hage (homonymie).
Letícia Magnani Hage est une joueuse brésilienne de volley-ball née le 9 septembre 1990 à Araraquara (São Paulo). Elle mesure 1,88 m et joue au poste de centrale. Elle totalise 5 sélections en équipe du Brésil.

## Clubs
| Club                     | De        | À         |
| ------------------------ | --------- | --------- |
| São Caetano              | 2007-2008 | 2010-2011 |
| Mackenzie Esporte Clube  | 2011-2012 | 2011-2012 |
| Praia Clube              | 2012-2013 | 2014-2015 |
| Esporte Clube Pinheiros  | 2015-2016 | 2015-2016 |
| Fluminense Football Club | 2016-2017 | 2019-2020 |
| CS Rapid Bucureşti       | 2020-2021 | …         |

## Palmarès

### Équipe nationale
- Coupe panaméricaine
  - Finaliste : 2012.

### Clubs
- Coupe du Brésil
  - Finaliste : 2008.
- Supercoupe du Brésil
  - Finaliste : 2015.